# Kurt Runge
Kurt Albert Georg Runge (Brandenburg an der Havel, 13 settembre 1887 – Berlino Ovest, 6 novembre 1959) è stato un canottiere tedesco, vincitore della medaglia di bronzo nell'otto a Stoccolma 1912 a bordo del Berliner Ruderverein von 1876.

## Palmarès
- Giochi olimpici

Stoccolma 1912: bronzo nell'otto.